# Fitionești
Fitionești è un comune della Romania di 2 890 abitanti, ubicato nel distretto di Vrancea, nella regione storica della Moldavia. 
Il comune è formato dall'unione di sei villaggi: Ciolănești, Fitionești-Sat, Fitionești-Pisc, Ghimicești, Holbănești, Mănăstioara.